# Virginia Squires 1975-1976
La stagione 1975-76 dei Virginia Squires fu la 9ª e ultima nella ABA per la franchigia.
I Virginia Squires arrivarono noni nella regular season con un record di 15-68, non qualificandosi per i play-off.

## Roster
| N°    | Naz.                   | Ruolo | Sportivo            | Anno | Alt. | Peso |
| ----- | ---------------------- | ----- | ------------------- | ---- | ---- | ---- |
| 1     | Stati Uniti (bandiera) | G     | Fatty Taylor        | 1946 | 183  | 79   |
| 10    | Paesi Bassi (bandiera) | C     | Swen Nater          | 1950 | 211  | 109  |
| 11    | Stati Uniti (bandiera) | A     | Billy Schaeffer     | 1951 | 196  | 91   |
| 13    | Stati Uniti (bandiera) | G     | Dave Twardzik       | 1950 | 185  | 79   |
| 14    | Stati Uniti (bandiera) | GA    | Johnny Neumann      | 1951 | 198  | 91   |
| 14    | Stati Uniti (bandiera) | AC    | Marv Roberts        | 1950 | 203  | 91   |
| 15    | Stati Uniti (bandiera) | G     | Ticky Burden        | 1953 | 188  | 84   |
| 20-21 | Stati Uniti (bandiera) | G     | Mack Calvin         | 1947 | 183  | 75   |
| 22    | Stati Uniti (bandiera) | AC    | Mike Green          | 1951 | 208  | 91   |
| 24    | Stati Uniti (bandiera) | AC    | Rick Darnell        | 1953 | 208  | 98   |
| 24    | Stati Uniti (bandiera) | AC    | Joby Wright         | 1950 | 203  | 100  |
| 25    | Stati Uniti (bandiera) | AC    | Gerald Govan        | 1942 | 208  | 100  |
| 31    | Stati Uniti (bandiera) | A     | Mike Jackson        | 1949 | 201  | 98   |
| 32    | Stati Uniti (bandiera) | GA    | Jan van Breda Kolff | 1951 | 201  | 88   |
| 33    | Stati Uniti (bandiera) | C     | Jim Eakins          | 1946 | 211  | 98   |
| 34    | Stati Uniti (bandiera) | A     | Mel Bennett         | 1955 | 201  | 91   |
| 42    | Stati Uniti (bandiera) | A     | Willie Wise         | 1947 | 196  | 95   |
| 45    | Stati Uniti (bandiera) | C     | David Vaughn        | 1952 | 211  | 100  |

## Staff tecnico
- Allenatori: Al Bianchi (1-6) (fino al 3 novembre)[1], Mack Calvin (0-6) (dal 3 al 19 novembre)[2], Bill Musselman (4-22) (dal 19 novembre al 20 gennaio)[3], Jack Ankerson (1-1)  (dal 20 al 23 gennaio)[4], Zelmo Beaty (9-33)
- Vice-allenatore: Al Bailey